# Dalmacio Vélez Sarsfield
Dámaso Simón Dalmacio Vélez Sarsfield (Amboy, 18 de febrero de 1800-Buenos Aires, 30 de marzo de 1875) fue un abogado y político argentino, autor del Código Civil de Argentina de 1869, vigente hasta 2015.

## Trayectoria
Dalmacio Vélez Sarsfield estudió en el Colegio Nacional de Monserrat de la ciudad de Córdoba, y luego siguió la carrera de derecho en la Universidad Nacional de Córdoba, donde se recibió en 1822. Se graduó a los 22 años; fue además un aventajado estudioso de las matemáticas y las lenguas, dominando el idioma inglés, el francés, el italiano y el latín.
En 1823 se instaló en Buenos Aires y se casó con su sobrina Paula Piñero Sierra. Inició una intensa actividad política, fue secretario en el congreso rivadaviano de manera interina en la primera sesión, en 1824, por la costumbre de asignar esa tarea al más joven (la presidencia interina se otorgaba al de mayor edad, en su caso el Deán Funes). Ese mismo año fue nombrado catedrático de Economía Política en la Facultad de Derecho de la Universidad de Buenos Aires.
La toma del poder por Juan Manuel de Rosas significó el fin temporal de su carrera política; Vélez Sarsfield abandonó Buenos Aires y marchó a Córdoba. Tras representar al caudillo porteño en una ronda de negociaciones con Estanislao López que acabó en la firma de un armisticio, regresó brevemente a Buenos Aires para ejercer la abogacía, pero pronto volvió a enemistarse con Rosas y se exilió en Montevideo. Los vaivenes de su relación con Rosas lo trajeron poco más tarde de nuevo a Buenos Aires como jurisconsulto en materia de límites y derecho internacional; en esta época redactó además una exhaustiva compilación del derecho canónico existente, presentada en un Tratado Público Eclesiástico en Relación al Estado que mereció grandes alabanzas.
Fue elegido en 1835 residente de la Academia de Jurisprudencia.
Redactó el proyecto de Constitución para el Estado de Buenos Aires en 1854 en conjunto con Carlos Tejedor.

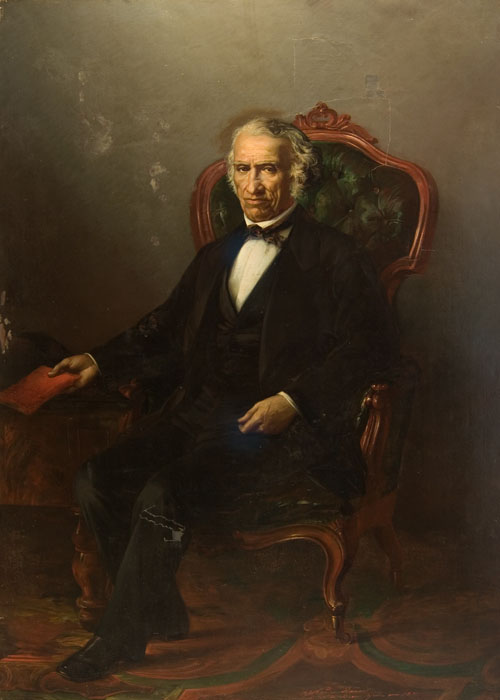
Retrato del Dr. Dalmacio Vélez Sársfield

Tras el fin del rosismo, Vélez Sarsfield retornó a la política. Fundó el diario El Nacional, que apoyó primero a Justo José de Urquiza, aunque luego rechazó el Acuerdo de San Nicolás y el caudillo ordenó su cierre. Durante la separación de Buenos Aires del resto de las provincias, ocupó sucesivamente los cargos de senador, encargado de la reorganización del Banco Provincial de Buenos Aires, canciller y negociador diplomático entre Buenos Aires y la Confederación.
En 1858, el Estado de Buenos Aires (separado de la Confederación Argentina) le encargó la tarea de redactar un código de comercio, el cual fue redactado en colaboración con el prestigioso jurisconsulto uruguayo Eduardo Acevedo, se terminó en 10 meses, y fue sancionado en 1859. El mismo, después de la reunificación nacional, sería aprobado como código nacional de comercio por el Congreso, mediante la Ley n.º 15 el 10 de septiembre de 1862, siendo reformado en 1889, se mantuvo en vigor hasta el 1 de agosto de 2015. En el mismo año 1862 se le encargó a Vélez Sarsfield la redacción del Código Civil de la República Argentina. La composición de este no se inició hasta 1864, siendo presidente Bartolomé Mitre. Su redacción, ricamente provista de notas y comentarios, le llevó casi cinco años; en 1869 se dispuso del texto completo, que se aprobó a libro cerrado en 1869 durante la presidencia de Domingo Faustino Sarmiento, y estuvo en vigor desde el 1 de enero de 1871 hasta el 1 de agosto de 2015, siendo reemplazado por el Código Civil y Comercial de la Nación. Fue integrante de la Convención Constituyente que reformó la Constitución en 1860.
Durante un año, Vélez Sarsfield fue ministro de Hacienda de Bartolomé Mitre, y luego ministro del Interior de Domingo Faustino Sarmiento, quien asumió la presidencia en 1868. Sarmiento y Dalmacio Vélez Sarsfield fueron los mayores propulsores de la telegrafía eléctrica en el país.
El 5 de agosto de 1874, en las postrimerías de su período presidencial, Sarmiento inauguró la primera comunicación telegráfica con Europa. Sarmiento decretó que el día de la inauguración del cable telegráfico ―que, en sus palabras, convertía a todos los pueblos en «una familia sola y un barrio»― fuese feriado nacional. La ceremonia contó con la presencia entre otros del ya exministro Vélez Sarsfield, a quien Sarmiento atribuyó en el acto «el honor exclusivo de la atrevida idea y de la rápida ejecución de la red de telégrafos, que contribuye a dar paz a la República y bienestar a sus hijos».
En esos mismos años, suscitó una gran atención su crítica a la Historia de Belgrano publicada por Mitre, en la que fue la primera de las grandes controversias historiográficas de la Argentina.

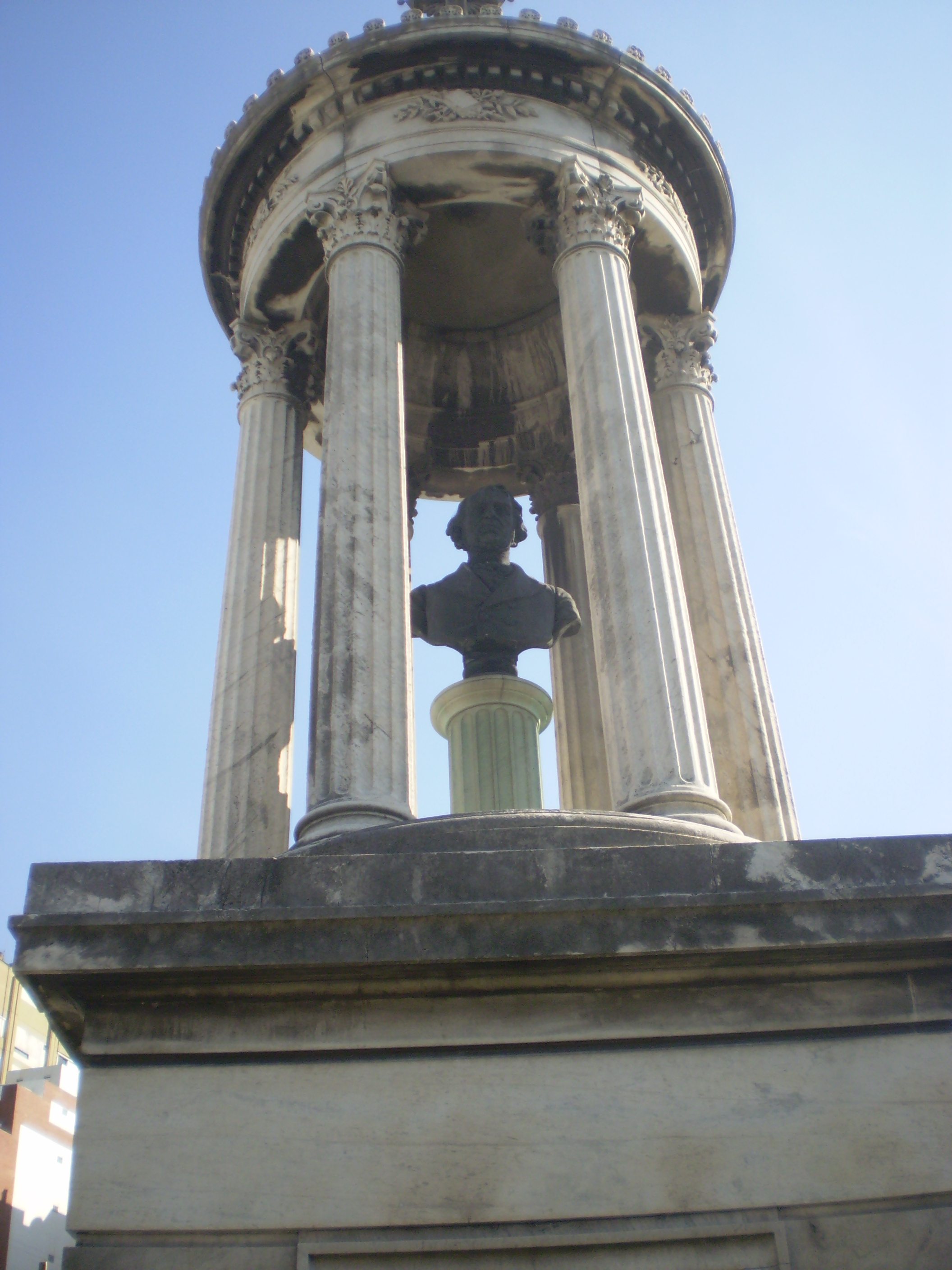
Detalle de su tumba en el cementerio de la Recoleta.

Falleció en Buenos Aires el 30 de marzo de 1875. Sus restos descansaban en el cementerio de la Recoleta, hasta que fueron trasladados al Palacio de Justicia de la ciudad de Córdoba.

## Reconocimientos
Una localidad en la provincia de Córdoba; una avenida, un barrio, un club, un hospital, una estación de Metrobús y un colegio de la Ciudad de Buenos Aires y Mendoza que llevan su nombre, así como similares reconocimientos en otras ciudades de la Argentina. El Club Atlético Vélez Sarsfield, fundado en 1910, lleva su nombre en homenaje.